# Wulfsiepen
Der Wulfsiepen ist ein rund 600 Meter langer Bach im Märkischen Oberland, der im nordrhein-westfälischen Märkischen Kreis auf dem Gebiet der Kleinstadt Halver verläuft. Er ist ein nördlicher und orografisch rechter Zufluss des Löhbachs.

## Geographie

### Verlauf
Der Wulfsiepen entspringt zwischen den Hofschaften Edelkirchen im Osten und Lingensiepen im Westen auf einer Höhe von etwa 396,5 m ü. NHN in der Flur Rehbrauck in einem Wäldchen. Etwas bachabwärts wird er auf seiner linken Seite von einem weiteren Quellast verstärkt.
Der vereinigte Bach fließt in südwestlicher Richtung am Rande des Waldes entlang, er unterquert noch eine Landstraße, zieht dann in einem Waldstreifen südsüdostwärts am Fuße des Brenscheider Bergs (401,1 m) entlang und mündet schließlich auf einer Höhe von circa 350 m ü. NHN nördlich von der Hofschaft Auf den Kuhlen von rechts in den aus dem Osten heranziehenden Löhbach.
Der etwa 0,6 km lange Lauf des Wulfsiepens endet ungefähr 46,5 Höhenmeter unterhalb seiner Quelle, er hat somit ein mittleres Sohlgefälle von etwa 78 ‰.

### Einzugsgebiet
Das Einzugsgebiet des Wulfsiepens liegt im Märkischen Oberland und wird durch ihn über den Löhbach, die Ennepe, die Volme, die Ruhr und den Rhein zur Nordsee entwässert. Es ist im Osten bewaldet, im Westen überwiegen landwirtschaftliche Nutzflächen.